# Yârsânisme

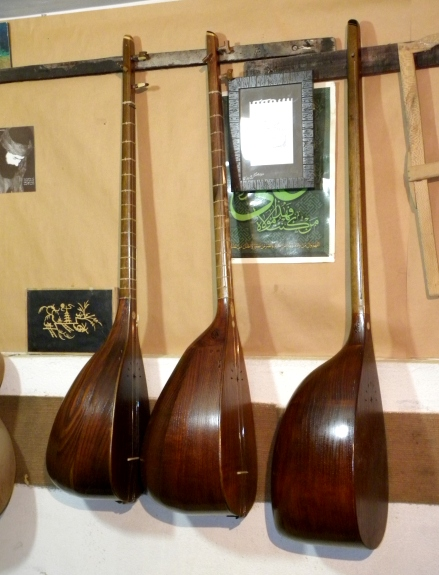
Tambûr.

Le yârsânisme ou yaresanisme (kurde : yâresân) est une religion qui est pratiquée exclusivement par les Kurdes entre les Kurdistans irakien et iranien. « Yâresân » peut se comprendre comme Peuple de la vérité aussi bien que Homme de Dieu. La religion fut fondée par la figure spirituelle kurde Sultan Sahâk à la fin du XIVe siècle en Iran occidental (aujourd'hui Kurdistan irakien).

## Origines et filiations
Les origines du yârsânisme sont difficiles à cerner car on y trouve des emprunts à de nombreuses croyances.
Les chercheurs universitaires indépendants considèrent le yârsânisme comme une religion parmi d'autres : ainsi, selon Mehrdad Izady, le yârsânisme est l'une des trois religions formant le yazdanisme (avec l'alévisme et le yézidisme), terme qu'il a érigé pour désigner des religions qu'il considère comme kurdes et comportant des éléments antérieurs à l'islam. À propos des points communs entre ces trois religions, la turcologue Irène Mélikoff écrit que « les trois principes bektachis-alévis concernant la Création du Monde (..) se retrouvent également dans des religions propres aux Kurdes, chez les Yézidis et les Ahl-è-Hakk ». D'autres points communs existent entre ces religions comme la croyance à l'ange paon commune au yarsanisme et au yézidisme ou encore la représentation de l'ange paon sous forme d'un coq, animal objet de vénération chez les Alévis.
Les yârsâns ont une littérature religieuse essentiellement écrite dans le dialecte kurde goranî et marginalement en kurde du sud, bien que quelques yârsâns de nos jours parlent également le kurmancî et le soranî. Leur littérature a été étudiée par Vladimir Minorsky.

## Persécutions
La persécution subie par les yârsâns en Iran constitue une menace pour leur survie. Un rapport du 7 juillet 2006 de l'Assemblée parlementaire du Conseil de l'Europe estime qu'en dépit des persécutions, « la vieille religion du yazdanisme est toujours pratiquée sous les formes de l’alévisme, du yézidisme et du yarsanisme (Ahl-i-Haqq), mais le nombre des fidèles ne cesse également de baisser ».
Cependant, face aux tentatives visant à étouffer la minorité yârsâne, celle-ci commence à s'organiser politiquement, notamment avec la fondation à Oslo les 10 et 11 mars 2007 du Mouvement démocratique yarsan (MDY). Les statuts du cette organisation affirment d'une part que « les yârsâns font partie de la nation kurde » et d'autre part que « d'un point de vue religieux, les yârsâns adhèrent à la religion yârsâni ».

## Les fidèles
Jusqu'au XXe siècle, la foi yârsâne était prêchée uniquement à l'intérieur de la communauté kurde et seulement aux chekédés (« nés dans la communauté »), à l'exclusion des chasbédés (« rattachés », entrés dans la communauté par mariage avec une famille yârsân). Cette communauté comprenait principalement les tribus kurdes des Feylis, Gurans, Qalkanis, Bajalanis et Sanjabis, vivant essentiellement en Iran occidental. Ces tribus forment approximativement le tiers de la population de la province de Kermanshah. Il existe quelques communautés situées autour de Kirkouk dans le Nord de l'Irak.

## Localisation
Le nombre actuel de yârsâns est estimé à un million de personnes essentiellement situées en Iran occidental et en Irak. Les adeptes de cette religion vivent aujourd'hui dans l'ouest de l'Iran dans la province de Kermanshah. Il y a aussi des groupes situés autour de Kirkouk en Irak. Ils sont Kurdes pour la plupart, bien qu le yârsânisme regroupe également d'autres groupes ethniques : Lors, Laks, Azéris et Perses. Certains groupes sont des arabes dans les villes de Mandali, Baquba, et Khanaqin. En Iran et en Irak, certains Kurdes adeptes de cette religion sont appelés Kakaï.

### Textes
- Daftar-e ḵezāna-ye Perdīvarī (« Le Livre du trésor de Perdivar »), 26 Poèmes mythologiques. Voir Mohammad Mokri, « Kalām sur l’Aigle divin et le verger de Pirdīvar » Journal asiatique, vol. 255, 1967, p. 361-374.
- Bahrâm Elâhi, La Voie de la perfection. L'enseignement d'un maître kurde en Iran (1976), Albin Michel, coll. « Spiritualités vivantes », 1982, 222 p. Présente l'enseignement de Nur 'Ali Elâhi, le père de Bahrâm Elâhi, qui « appartient à un ordre très particulier, celui de Ahl-e Haqq, Fidèles ou Fervents de Dieu » (p. 11).

### Études en français
- Vladimir Minorsky, « Notes sur la secte des Ahl-I Haqq (1re partie) », Revue du monde musulman, vol. XL,‎ 1920, p. 20–97 (lire en ligne)
- Vladimir Minorsky, « Notes sur la secte des Ahl-I Haqq (2e partie) », Revue du monde musulman, vol. XLIV-XLV,‎ 1921, p. 205-302 (lire en ligne)
- Vladimir Minorsky, Notes sur la secte des Ahle-Haqq, Paris, Leroux, 1922 (1re éd. 1920), 182 p. (présentation en ligne)
- « Ostad Elahi et la tradition Ahl-e haqq », dans Jean During, L'Âme des sons, Paris, Le Relié, 2001, 237 p. (ISBN 978-2909698717, lire en ligne)
- Jean-Paul Roux, « Les Fidèles de Vérité et les croyances religieuses des Turcs. », Revue de l'histoire des religions, vol. 176, no 1,‎ 1969, p. 61-95 (DOI https://doi.org/10.3406/rhr.1969.9488)
- Shahab Vali, Les Yârsâns. Aspects mythologiques, Aspects doctrinaux, Éditions universitaires européennes, 2011.
- Shahab Vali, « La littérature religieuse des Kurdes yarsan », Études kurdes, no 11,‎ mars 2012, p. 57-64 (ISSN 1626-7745, lire en ligne).

### Études en anglais
- (en) Heinz Halm, « Ahl-e Haqq », sur iranicaonline.org, Encyclopaedia Iranica, 1982 (consulté le 6 novembre 2020)
- (en) Krisztina Kehl-Bodrogi, Barbara Kellner Heinkele, Anke Otter Beaujean (Eds.) (Collected Papers of the International Symposium “Alevism in Turkey and Comparable Syncretistic Religious Communities in the Near East in the Past and Present”, 1995), Syncretistic Religious Communities in the Near East, Leyde, 1997, 256 p. (ISBN 978-90-04-10861-5, lire en ligne)